# En línea (noticiario)
En Línea es un informativo televisivo chileno, emitido por Telecanal Talca y antes en Telecanal. Se emitió de lunes a viernes a las 23:00, y fue presentado por el periodista Sergio Molleda Bohner, quien a la vez fue el productor y editor del informativo, así como también se desempeñó como Jefe del Departamento de Prensa de Telecanal.

## Historia
El noticiero comenzó sus transmisiones al mismo tiempo que Telecanal, el lunes 5 de diciembre de 2005. Desde aquel momento y hasta el 14 de agosto de 2009, el logotipo y escenografía del noticiero presentaban un predominio de los tonos azules y verdes. Además, el noticiero poseía una duración máxima de 15 minutos y era emitido a las 21:45 (hora local).
En 2008 aumentó su duración a 30 minutos, a la vez que crecía el número de periodistas en el Departamento de Prensa del canal. El 17 de agosto de 2009, presentó una nueva imagen, caracterizada por el predominio de los colores blanco y naranjo. Junto a ello, estrenó una nueva escenografía.
La última edición del noticiero fue transmitida el viernes 22 de enero de 2010, debido al cierre del departamento de prensa del canal en febrero, sin embargo la sede regional de Telecanal en la Región del Maule sigue produciendo su versión de este informativo En Línea Maule hasta el día de hoy.